# 岡山大学惑星物質研究所
岡山大学惑星物質研究所（おかやまだいがくわくせいぶっしつけんきゅうじょ、英語: Institute for Planetary Materials Okayama University）とは、鳥取県東伯郡三朝町にある、岡山大学所管の共同利用・共同研究拠点である。

## 歴史
1939年（昭和14年）に当時の三朝村から土地と建物を寄贈されて発足した岡山医科大学三朝温泉療養所の温泉医学研究部門に起源をもち、1949年（昭和24年）の岡山大学設立等を経て、1985年（昭和60年）に岡山大学地球内部研究センターに改組・転換された。その後、3度の改組により岡山大学惑星物質研究所となった。地球惑星科学の基盤分析実験技術の開発及び応用に関する研究が行われており、現在では日本国内唯一の固体地球科学研究の拠点として、国内外のトップクラスの研究者との共同研究・連携が図られている。2007年（平成19年）からは大学院教育も開始され、国際的研究拠点としての人材育成を進めている。

## 沿革
- 1949年5月 - 岡山大学設立。同大学に岡山大学放射能泉研究所を附置。
- 1951年4月 - 放射能泉研究所を岡山大学温泉研究所に改称。
- 1985年4月 - 温泉研究所を岡山大学地球内部研究センター（全国共同利用施設）に改組・転換。
- 1995年4月 - 岡山大学固体地球研究センターに改組。
- 2005年4月 - 岡山大学地球物質科学研究センターに改組。
- 2007年4月 - 地球物質科学研究センターを母体として、岡山大学大学院自然科学研究科に地球物質科学専攻を設置。
- 2016年4月 - 岡山大学惑星物質研究所に改組。

## 組織
惑星物質研究所は以下の3研究部門で構成されている。
- 惑星物質基礎科学部門
  - 先進惑星物質解析分野
  - 惑星深部物質分野

- 惑星システム科学部門
  - 地球惑星年代学分野
  - 惑星環境進化分野

- 生命・流体物質科学部門
  - 惑星流体物質分野
  - 生命起源物質分野

## 研究
- 地球物質科学研究センターの「固体地球科学の国際研究拠点形成」は、文部科学省の21世紀COEプログラム（2003 - 2007年度、数学・物理学・地球科学）に採択された。
- 2010年6月はやぶさが地球に持ち帰ったイトカワの岩石試料の分析を行っている。

## 大学院教育
2007年（平成19年）4月より岡山大学大学院自然科学研究科に博士課程・地球物質科学専攻が設置され、同専攻は2009年（平成21年）4月より5年一貫制博士課程となった。世界最高レベルの先進的かつ国際的な研究環境の下、物質科学として地球を含む太陽系惑星の起源・進化・ダイナミクスの解明を目指し、世界をリードできる次世代研究者の養成を行っている。

## 所在地・交通アクセス
- 〒682-0193　鳥取県東伯郡三朝町山田827
- 日ノ丸バス　JR倉吉駅より「三朝温泉行」または「三徳山行」に乗車。「岡大惑星物質研究所前」にて下車。